# Тамм, Фридрих Михайлович
Фридрих Михайлович Тамм (1924—2009) — советский  капитан-директор большого морозильного рыболовного траулера «Аугуст Алле» рыбопромыслового производственного объединения «Океан» Министерства рыбного хозяйства СССР. Герой Социалистического Труда (1971).

## Биография
Родился 12 сентября 1924 года в деревне Ложитово Новгородского уезда Новгородской губернии в эстонской семье. 
С июня 1942 года призван в ряды Красной армии, участник Великой Отечественной войны. С 1944 года в составе диверсионно-разведывательной группы УНКГБ СССР по Ленинградской области, в качестве диверсанта-разведчика и радиста-разведчика участвовал в боях в тылу врага на территории Латвийской ССР, воевал на 3-м Прибалтийском фронте. 23 августа 1944 года «за отвагу и храбрость проявленные в тылу врага и за уничтожение штабной машины с тремя офицерами SS и шофёром» Ф. М. Тамм был награжден Орденом Славы 3-й степени. 
С 1947 года после демобилизации из рядов Советской армии, начал работать радистом малого рыболовного траулера «Калана»  Управления «Госрыбфлот» Эстонской ССР. В последующем после прохождения соответствующей подготовки начал работать — капитаном-наставником и старшим помощником капитана большого морозильного рыболовного траулера «Антон Таммсааре». С 1960 года был назначен  капитаном среднего рыболовного траулера-рефрижератора Эстонской рыбопромысловой экспедиционной базы, под руководством Ф. М. Трамма рыболовецкий траулер  за три месяца перевыполнил годовой план добычи рыбы. 
26 июня 1961 года  Указом Президиума Верховного Совета СССР «за достигнутые успехи в развитии рыбной промышленности перевыполнение государственных заданий по добыче и обработке рыбы»  Фридрих Михайлович Тамм был награждён Орденом Ленина.
С 1964 года после прохождения подготовки и получения диплома капитана дальнего плавания, был назначен — капитаном-директором большого морозильного рыболовного траулера «Аугуст Алле», под его руководством траулером было совершено несколько рейсов, которые были закончены перевыполнением заданного плана по добыче рыбы. 
12 декабря 1973 года Указом Президиума Верховного Совета СССР «за выдающиеся успехи, достигнутые в выполнении заданий пятилетнего плана по развитию рыбного хозяйства»  Фридрих Михайлович Тамм был удостоен звания Героя Социалистического Труда с вручением Ордена Ленина и золотой медали «Серп и Молот».
После выхода на пенсию жил в городе Таллине в Эстонии. 
Умер 8 июня 2009 года, похоронен на кладбище Пярнамяэ в Таллине. 

## Награды
- Медаль «Серп и Молот» (26.04.1971)
- Орден Ленина (26.06.1961; 26.04.1971)
- Орден Отечественной войны II степени (11.03.1985[1])
- Орден Славы III степени (23.08.1944[1])
- Медаль «За победу над Германией в Великой Отечественной войне 1941—1945 гг.»
- Медаль «За оборону Ленинграда»
- Медаль «В ознаменование 100-летия со дня рождения Владимира Ильича Ленина»